# Nitrate de cadmium
Les nitrates de cadmium sont des composés inorganiques de formule générale Cd(NO3)2·xH2O, la forme la plus couramment rencontrée étant le tétrahydrate.
Bien que la forme anhydre soit volatile, les autres formes sont des solides cristallins incolores déliquescents, tendant à absorber suffisamment d'humidité de l'air pour former une solution aqueuse. Comme d'autres composés de cadmium, le nitrate de cadmium est connu pour être cancérigène.

## Utilisations
Le nitrate de cadmium est utilisé pour colorer le verre et la porcelaine  et comme poudre flash en photographie .

## Préparation
Le nitrate de cadmium est préparé par dissolution du cadmium métallique ou de son oxyde, hydroxyde ou carbonate dans de l'acide nitrique suivi d'une cristallisation :
CdO + 2HNO3 → Cd(NO3)2 + H2O
CdCO3 + 2 HNO3 → Cd(NO3)2 + CO2 + H2O
Cd + 4 HNO3 → 2 NO2 + 2 H2O + Cd(NO3)2

## Réactions
À température élevée, le nitrate de cadmium se dissocie en oxyde de cadmium et oxydes d'azote. Lorsque du sulfure d'hydrogène est passé au travers une solution acidifiée de nitrate de cadmium, du sulfure de cadmium jaune se forme. Une variation rouge[pas clair] du sulfure se forme dans des conditions d'ébullition.
Dans une solution de soude caustique, l'oxyde de cadmium forme un précipité d'hydroxyde de cadmium. De nombreux sels insolubles de cadmium sont obtenus par de telles réactions de précipitation.